# 鈴原町
鈴原町（すずはらちょう）は、兵庫県伊丹市の地名。現行の行政地名は鈴原町一丁目から鈴原町九丁目まで（地番整理済みではあるが住居表示は未実施）。2011年10月1日現在の伊丹市による推計人口は3,451人。郵便番号は664-0882。

## 地理
北で行基町、北東の一点で西台、東で梅ノ木、南東で御願塚、南で南鈴原、南西で美鈴町、西で昆陽泉町、北西で昆陽東と接している。
町内の全域が伊丹市立鈴原小学校（所在地は御願塚6丁目）の校区だが中学校は1〜8丁目が伊丹市立西中学校、9丁目が伊丹市立南中学校に分かれている。

## 歴史
鈴原町1〜3丁目は旧川辺郡伊丹町大字伊丹の一部で、阪急電鉄が1935年（昭和10年）に売り出した新伊丹住宅地の一部に当たる。1955年（昭和30年）に大字伊丹および大字昆陽（旧稲野村）の一部を分離して住居表示を実施し、鈴原町1〜7丁目が成立した。伊丹市成立以前の旧自治体では1〜4丁目が旧伊丹町、5丁目以降が旧稲野村に当たる。
その後、1967年（昭和42年）に昆陽および堀池・南野の一部住居表示未実施区域を編入して鈴原町8丁目とし、1995年（平成7年）には南野の一部を編入して鈴原町9丁目とする町域の拡大を実施した。また、9丁目の拡大と同時に鈴原町へ編入されなかった南野の一部を新たに南鈴原1〜4丁目としている。
9丁目には長らくイタミ・ローズ・ガーデン（旧称「伊丹ばら園」）が所在していたが、2013年（平成25年）に大阪府豊能郡能勢町へ移転している。

### 町名の由来
旧大字伊丹の小字であった鈴松（すずまつ）より一字を取って命名された。鈴原町の成立後も長らく伊丹字鈴松は兵庫県道332号線の西側に残存していたが、2008年（平成20年）に梅ノ木7丁目となり消滅した。
鈴原町に隣接する美鈴町は鈴原町の「鈴」に「美」を冠して命名された瑞祥地名である。

## 交通
町内に鉄道は通っておらず、阪急伊丹線伊丹駅や新伊丹駅が最寄駅となる。
県道は町内の東側を332号線、西側を142号線が通っている。伊丹市バスでは鈴原町1丁目、鈴原町4丁目、鈴原町6丁目、堀池口（塚口方面）などのバス停を町内に設置している。

## 施設
- 伊丹市共同利用施設ゆうかりセンター
- 遍照寺 - 元は東桑津に所在していたが、大阪第二飛行場の拡張工事に伴い1942年（昭和17年）に現在地へ移転した。
- 王たるキリストカトリック伊丹教会
- ミクロネシア連邦名誉総領事館[4]